# Konrad Friedrich von Thüngen

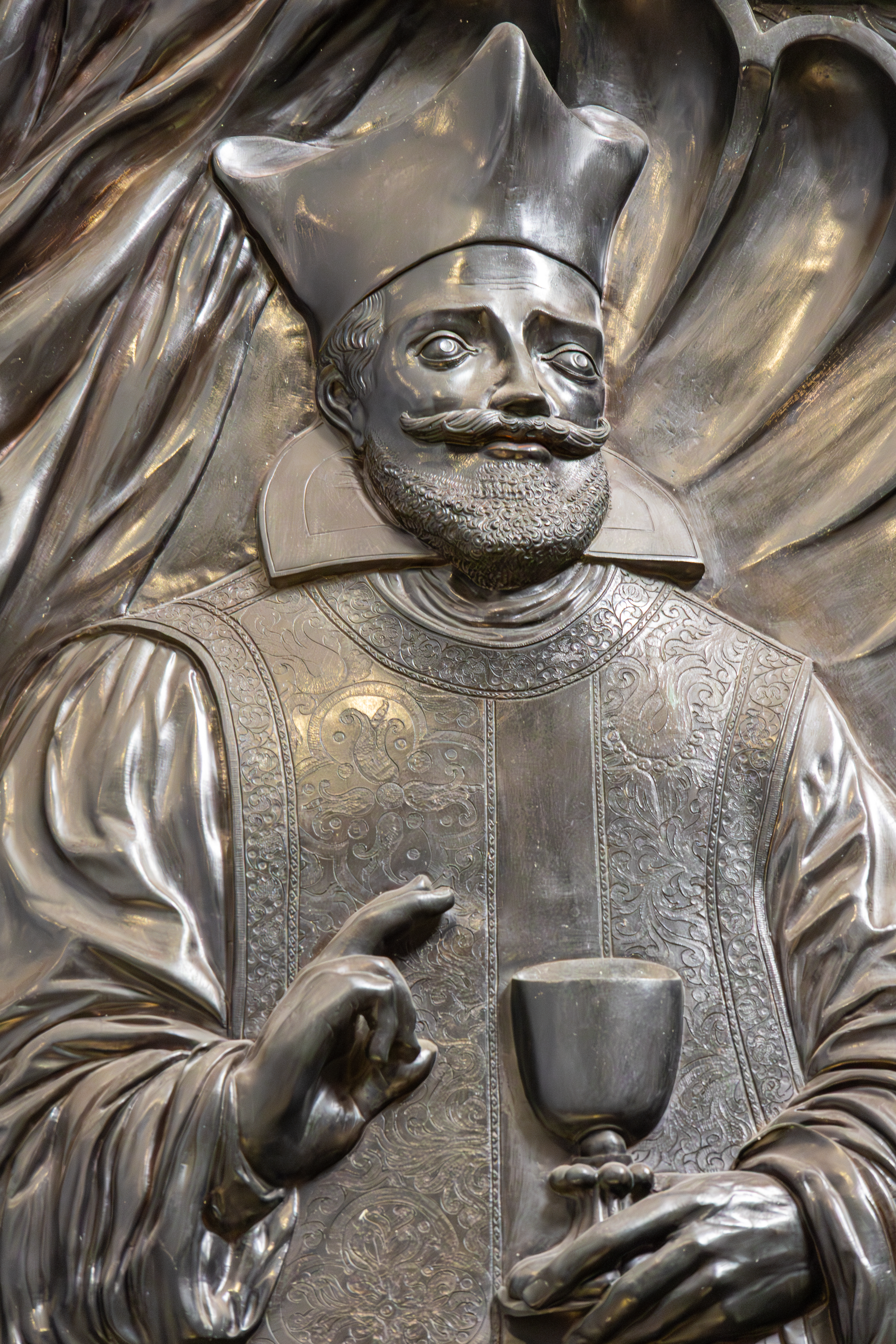
Darstellung des Dompropstes auf seinem Epitaph

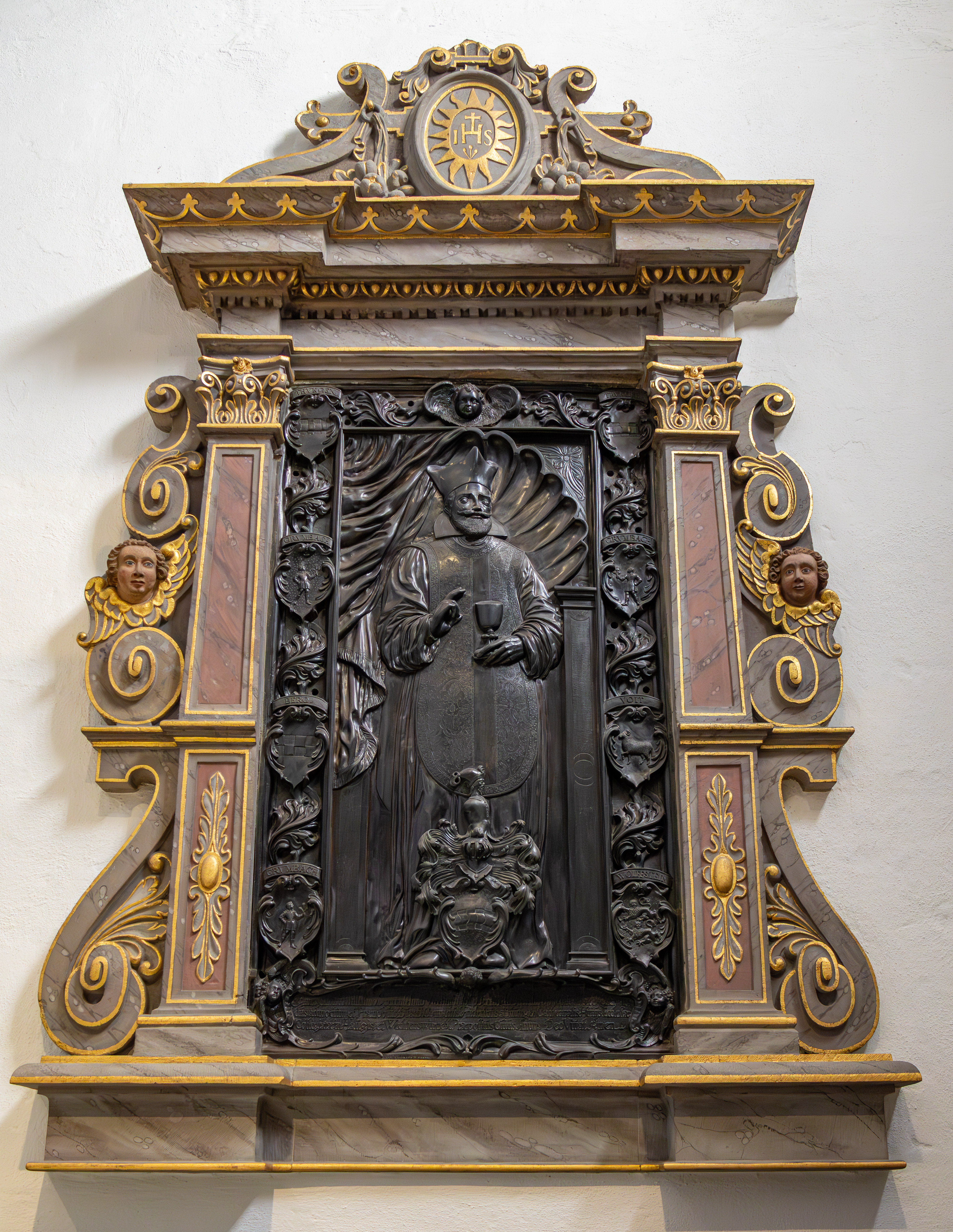
Epitaph Konrad Friedrich von Thüngen im Würzburger Dom

Konrad Friedrich von Thüngen (* um 1580; † 3. April 1629) war Dompropst im Bistum Würzburg.

## Leben und Wirken
Als Sohn der Eheleute Kaspar von Thüngen und Magdalena von Thüngen entstammte Konrad Friedrich dem uralten fränkischen  Adelsgeschlecht von Thüngen.
Nach dem Tod des Pankraz von Rabenstein erhielt er eine Dompräbende und wurde am 22. Dezember 1592 Domherr. 1604 zum Mitglied des Domkapitels ernannt, stieg er 1611 zum Domdechanten auf, nachdem er zwei Jahre zuvor auch fränkischer Landrichter geworden war.
In den Jahren 1614 bis 1616 war er Rektor der Universität Würzburg.
Seine Wahl zum Dompropst fiel auf den 28. Mai 1618. Am 21. September nahm er an einem im Jagdschloss von Zellingen vom Fürstbischof ausgerichtetes Mittagsessen mit dem festlich empfangenen neugekrönten Kaiser Ferdinand II. statt. Er war sowohl Propst im Stift Haug wie auch im Kloster Wechterswinkel und ließ im Würzburger Dom einen Altar zu Ehren der Heiligen Peter und Paul errichten, der mit seinem Ahnenwappen geschmückt war.
Sein Grabmal befindet sich im Würzburger Dom und zeigt einen mit Renaissance- und Barockelementen ausgezeichneten Rahmen aus Sandstein.